# EXO PLANET 3 - The EXO'rDIUM
Tournées par EXO
EXO PLANET #2 - The EXO'luXion
(2015-2016) EXO PLANET #4 - The EℓyXiOn
(2017-2018)
L'EXO PLANET #3 - The EXO'rDIUM est la troisième tournée du boys band sud-coréano-chinois EXO qui a débuté le 22 juillet 2016 à Séoul et s'est terminé le 28 mai 2017 dans la même ville. Le groupe a enchaîné une série de six concerts à Séoul faisant d'EXO le premier groupe de l’histoire à avoir réalisé six dates consécutives au Olympic Gymnastics Arena. Au cours de cette période, Kai s'est blessé à la cheville, de ce fait il n'a pas pu participer les trois premiers mois de la tournée.

## Contexte
L'annonce de la tournée a été faite officiellement par la SM Entertainment en juin 2016, avec six dates à Séoul au Olympic Gymnastics Arena. L' 
« EXO'rDIUM » a été initialement annoncé pour débuter le 23 juillet 2016 avec cinq concerts mais en raison de la demande populaire, un sixième concert a été ajouté et prévu pour le 22 juillet 2016.
Avec cette troisième tournée, EXO s'est éloigné de ses tenues précédentes et a fait ses débuts avec de nouveaux vêtements qui permettent à leur peau de respirer plus facilement et disposent de chemises transparentes mais aussi de chemises avec des décolletés très profonds. La tournée comprenait également la sortie d'une deuxième version de leur lightstick officiel. Leur nouveau lightstick est sorti en juillet 2016 et inclut le logo élégant d'EXO en blanc avec une lumière changeante multicolore,. EXO a également sorti de nouvelles marchandises, y compris des portraits encadrés et transparents, les fans pouvaient tenir les cadres au ciel pour voir une inclinaison dans chaque photo. 
Selon Chung Joo-won de Yonhap News, "Le concert de trois heures a commencé avec un clip spécial, dans lequel les membres d'EXO sont dépeints comme des demi-dieux surnaturels qui représentent les différents éléments de la nature, tels que le feu, l'eau, la terre et le bois. Les fans hurlèrent frénétiquement alors que leurs membres préférés apparaissaient à l'écran, debout sur le sphinx égyptien, sauvant une fille innocente dans la guerre du Vietnam et protégeant un petit garçon de l'ouragan".
Les six dates à Séoul ont attiré 14 000 fans par concert, pour un total de 84 000 personnes qui ont pu vibrer au son des EXO. Le groupe est le premier de l’histoire à avoir réalisé ces six dates au Seoul Olympic Gymnastics Arena, l’une des plus grandes scènes de la capitale sud-coréenne, capable d’accueillir plus de 10 000 personnes.
Pendant ces six jours, les parents du groupe ainsi que de nombreuses célébrités sont venues assister au concert : Bada, Lee Joon-gi, Minho, Lee Ho-jung, Ryu Jun-yeol, Red Velvet, Kwanghee de ZE:A, Seo Hyun-jin, Ku Hye-sun, Parc Min-ha, Lee Soo-man, Baek Sung-hyun, Nam Gyu-ri, Kang Tae Hwan, Bruce Youn, Kim Hyosun, Kwon Si Hyun et apparemment Kim Ki-bang, Yeon Joon-seok, Lee Sung-kyung et Yoo Seung-ho. Kim Hee-chan, Ji Soo, Park So-hyun, Hyoyeon des Girls' Generation, Kim Nam Joo d'Apink et le frère de Sehun sont également soupçonnés d'y avoir participé.

## Médias
Deux de leurs concerts sont sortis en DVD et Blu-ray en 2017, à savoir celui de Séoul (concert du 29 juillet 2016) et celui de Tokyo (concert du 1er décembre 2016). Un album live enregistré lors de la dernière représentation de leur tournée à Séoul est également sorti (à savoir le 28 mai 2017), intitulé EXO PLANET #3 - THE EXO'rDIUMdot in Seoul fin octobre 2017.

## Faits divers
- Le 23 juillet 2016, Kai s'est blessé à la cheville. Le leader d'EXO, Suho l'a annoncé aux fans le jour suivant au début du concert. Kai est apparu sur scène dans une chaise roulante et a déclaré : “Je me suis blessé à la cheville lors des répétitions pour un précédent concert et c’est cette même cheville que j’ai de nouveau blessé hier sur scène. Je n’ai rien de cassé mais mon ligament est blessé.”[10]
- Le 24 juillet 2016, les fans étaient inquiets au sujet de Lay après la performance de "Lightsaber". Apparemment, il a été vu très épuisé et serrant de douleur au côté avant de boiter hors de la scène rapidement[11].
- À Bangkok, les 24 000 billets se sont vendus en trois minutes, établissant un nouveau record[12].
- Malgré leurs blessures aux bras, Chanyeol et Sehun ont participé pleinement aux concerts à Bangkok. Bien que Kai était présent, ses performances physiques étaient encore limitées en raison de sa blessure.
- Le 11 septembre 2016 à Bangkok, l'animateur Yoo Jae-suk a rejoint les EXO pour une performance spéciale de "Dancing King". Cette collaboration faisait partie de la mission de ce dernier dans l'émission Infinite Challenge[13].
- L'EXO'rDIUM devait initialement avoir lieu à Hangzhou, Chengdu et Nankin. Lors de l'annonce de la Corée du Sud qu'ils allaient déployer le système THAAD des États-Unis, la Chine a répondu en imposant de lourdes restrictions aux artistes sud-coréens. En raison de ce conflit actuel, tous les concerts programmés en Chine (à l'exception de Hangzhou) ont été annulés[14],[15].
- Les billets pour le concert à Hangzhou ont été vendus en cinq minutes[16],[17].
- Le concert d'EXO à Fukuoka a également vu un retour presque complet de Kai après sa blessure à la cheville. Il a participé à toutes les performances sauf à celle d'"Overdose".
- Lors d'un concert à Fukuoka, Chanyeol a fait un cover de "One More Time, One More Chance", une chanson de Masayoshi Yamazaki.
- EXO a ajouté leur nouveau single "Coming Over" à la setlist pour leurs performances à Tokyo et à Osaka.
- Le 24 février, Dream Maker Entertainment a fait une déclaration officielle indiquant que Lay ne pourrait pas assister aux deux concerts à Manille en raison de ses activités en Chine. Le 7 mars, la compagnie a fait une nouvelle annonce indiquant que ce dernier ne serait pas présent aux concerts à Kuala Lumpur, Singapour et en Amérique du Nord pour la même raison[18].
- Le 30 mars, il a été annoncé qu'EXO conclurait sa troisième tournée avec deux concerts les 27 et 28 mai au stade olympique de Séoul, le plus grand stade de Corée du Sud. Ils deviennent ainsi le cinquième et le plus jeune groupe K-pop à organiser un concert dans le stade de 72 000 places après JYJ, H.O.T., G.o.d et YG Entertainment. Les billets pour la première date ont été mis en vente le 12 avril et ont été vendus en 20 minutes. Les billets pour la deuxième date étaient disponibles le 18 avril et auraient été vendus en moins de 30 minutes. Le 20 avril, il a été annoncé par la société de billetterie "Yes24", en raison de "demande immense", plus de sièges seraient disponibles pour les deux dates. Les billets supplémentaires ont été rendus disponibles le 25 avril. Il a également été annoncé qu'une édition spéciale du deuxième lightstick officiel d'EXO sortira spécifiquement à l'occasion des deux représentations.
- Pour la première fois, Lay n'a pas pu participer au show final de l'“EXO'rDIUM”. En effet, à cause de problèmes d’emploi du temps, il a été absent au concert final comme à ceux d’avant pour la même raison depuis le 10 mars 2017[19].

## Liste des concerts
| Date              | Ville        | Pays         | Lieu                        | Audience |
| ----------------- | ------------ | ------------ | --------------------------- | -------- |
| Asie              |              |              |                             |          |
| 22 juillet 2016   | Séoul        | Corée du Sud | Olympic Gymnastics Arena    | 84 696   |
| 23 juillet 2016   | Séoul        | Corée du Sud | Olympic Gymnastics Arena    | 84 696   |
| 24 juillet 2016   | Séoul        | Corée du Sud | Olympic Gymnastics Arena    | 84 696   |
| 29 juillet 2016   | Séoul        | Corée du Sud | Olympic Gymnastics Arena    | 84 696   |
| 30 juillet 2016   | Séoul        | Corée du Sud | Olympic Gymnastics Arena    | 84 696   |
| 31 juillet 2016   | Séoul        | Corée du Sud | Olympic Gymnastics Arena    | 84 696   |
| 10 septembre 2016 | Bangkok      | Thaïlande    | Impact Arena                | 26 984   |
| 11 septembre 2016 | Bangkok      | Thaïlande    | Impact Arena                | 26 984   |
| 13 septembre 2016 | Hiroshima    | Japon        | Hiroshima Green Arena       | 16 396   |
| 14 septembre 2016 | Hiroshima    | Japon        | Hiroshima Green Arena       | 16 396   |
| 30 septembre 2016 | Hangzhou     | Chine        | Stade du Dragon de Hangzhou | 12 634   |
| 2 octobre 2016    | Fukuoka      | Japon        | Fukuoka Convention Center   | 32 694   |
| 3 octobre 2016    | Fukuoka      | Japon        | Fukuoka Convention Center   | 32 694   |
| 4 octobre 2016    | Fukuoka      | Japon        | Fukuoka Convention Center   | 32 694   |
| 12 octobre 2016   | Sapporo      | Japon        | Makomanai Ice Arena         | 18 589   |
| 13 octobre 2016   | Sapporo      | Japon        | Makomanai Ice Arena         | 18 589   |
| 7 novembre 2016   | Nagoya       | Japon        | Nippon Gaishi Hall          | 27 371   |
| 8 novembre 2016   | Nagoya       | Japon        | Nippon Gaishi Hall          | 27 371   |
| 9 novembre 2016   | Nagoya       | Japon        | Nippon Gaishi Hall          | 27 371   |
| 26 novembre 2016  | Taipei       | Taïwan       | Taipei Arena                | 23 834   |
| 27 novembre 2016  | Taipei       | Taïwan       | Taipei Arena                | 23 834   |
| 30 novembre 2016  | Tokyo        | Japon        | Tokyo Dome                  | 104 978  |
| 1er décembre 2016 | Tokyo        | Japon        | Tokyo Dome                  | 104 978  |
| 9 décembre 2016   | Osaka        | Japon        | Osaka Dome                  | 135 720  |
| 10 décembre 2016  | Osaka        | Japon        | Osaka Dome                  | 135 720  |
| 11 décembre 2016  | Osaka        | Japon        | Osaka Dome                  | 135 720  |
| 11 février 2017   | Hong Kong    | Hong Kong    | AsiaWorld-Arena             | 25 784   |
| 12 février 2017   | Hong Kong    | Hong Kong    | AsiaWorld-Arena             | 25 784   |
| 25 février 2017   | Manille      | Philippines  | Smart Araneta Coliseum      | 20 306   |
| 26 février 2017   | Manille      | Philippines  | Smart Araneta Coliseum      | 20 306   |
| 18 mars 2017      | Kuala Lumpur | Malaisie     | Stadium Merdeka             | 26 183   |
| 2 avril 2017      | Singapour    | Singapour    | Singapore Indoor Stadium    | 10 904   |
| Amérique du Nord  |              |              |                             |          |
| 25 avril 2017     | Newark       | États-Unis   | Prudential Center           | 5 999    |
| 27 avril 2017     | Mexico       | Mexique      | Arena Ciudad de México      | 12 784   |
| 28 avril 2017     | Los Angeles  | États-Unis   | The Forum                   | 8 668    |
| Asie              |              |              |                             |          |
| 27 mai 2017       | Séoul        | Corée du Sud | Stade olympique de Séoul    | 86 382   |
| 28 mai 2017       | Séoul        | Corée du Sud | Stade olympique de Séoul    | 86 382   |

## Personnel
- Organisateur de la tournée : SM Entertainment
- Artiste : EXO (Suho, Kai, Sehun, D.O., Chanyeol, Baekhyun, Lay, Xiumin et Chen)
- Promoteur de la tournée : Dream Maker Entertainment (Corée du Sud)
- Billetterie : Yes24 (Corée du Sud)